# Jacques Doillon
Jacques Doillon   (París, 15 de març de 1944) és un director de cinema francès. Té el costum de donar papers principals a joves actrius sense experiència a les seves pel·lícules sobre la vida familiar i les dones. Algunes actrius que cal destacar són Fanny Bastien, Sandrine Bonnaire, Judith Godrèche, Marianne Denicourt, Charlotte Gainsbourg i Juliette Binoche.

## Carrera
Doillon va néixer a París en una família modesta: el seu pare és comptable, la seva mare escaparatista. Estudiant al lycée Voltaire de París, on va assistir al cineclub dirigit pel professor de literatura Henri Agel. Té dues filles: Lola Doillon (nascuda el 1975), la mare de la qual és l'editora de cinema Noëlle Boisson, i Lou Doillon (nascuda el 1982), de la seva relació amb l'actriu anglesa Jane Birkin a la dècada de 1980. Té tres fills més anomenats Lili, Lina i Lazare.
Doillon va començar com a editor, sobretot en documentals com Paris-secret de Édouard Logereau el 1965 i París top secret  de Pierre Roustang el 1969. El 1973, va dirigir el seu primer llargmetratge L'An 01 a partit del còmic de Gébé (la part africana està dirigida per Jean Rouch i la part a Nova York per Alain Resnais).
La seva pel·lícula de 1989 La Fille de 15 ans va ser presentada al 16è Festival Internacional de Cinema de Moscou.
La seva pel·lícula de 1990 La vengeance d'une femme va ser presentada al 40è Festival Internacional de Cinema de Berlín. L'any següent, la seva pel·lícula Le Petit Criminel va guanyar una Menció Honorífica al 41è Festival Internacional de Cinema de Berlín El 1993, la seva pel·lícula Le Jeune Werther va guanyar el premi Blue Angel al 43è Festival Internacional de Cinema de Berlín. El 1998 la seva pel·lícula Trop (peu) d'amour es va presentar al 48è Festival Internacional de Cinema de Berlín.
El 2013, el Festival de Cinema de Belfort Entrevues de Belfort li va consagrar una retrospectiva.
El 2019 fou convidat del Festival Films Courts Dinan on hi va retrobar al director Jean Becker.

## Filmografia

### Cinema

#### Llargmetratges
- 1973: L'An 01
- 1974: Les Doigts dans la tête
- 1975: Un sac de billes
- 1979: La Femme qui pleure
- 1979: La Drôlesse
- 1981: La Fille prodigue
- 1984: La Pirate
- 1985: La Vie de famille
- 1985: La Tentation d'Isabelle
- 1986: La Puritaine
- 1987: L'Amoureuse
- 1987: Comédie !
- 1989: La Fille de 15 ans
- 1990: La Vengeance d'une femme
- 1990: Le Petit Criminel
- 1992: Enamorada
- 1993: Le Jeune Werther
- 1994: Du fond du cœur
- 1996: Ponette
- 1998: Trop (peu) d'amour
- 1999: Petits Frères
- 2001: Carrément à l'ouest
- 2003: Raja
- 2008: Le Premier venu
- 2010: Le Mariage à trois
- 2012: Un enfant de toi
- 2013: Mes séances de lutte
- 2017: Rodin
- 2021: CE2

#### Curtmetratges
- 1969: Trial (documental)
- 1970: La Voiture électronique (documental)
- 1970: Vitesse oblige (documental)
- 1971: Tous risques (documental)
- 1971: On ne se dit pas tout entre époux segons un guió de Gébé
- 1971: Bol d'or (documental)
- 1973: Laissés pour compte (documental)
- 1973: Les Demi-jours (documental)
- 1973: Autour des filets (documental)
- 1991: Contre l'oubli - segment Pour Anstraum Aman Villagran Morales, Guatémala

### Televisió
- 1982: L'Arbre
- 1983: Monsieur Abel
- 1985: Mangui, onze ans peut-être (documental)
- 1990: Pour un oui ou pour un non
- 1993: Un homme à la mer
- 1994: Germaine et Benjamin (versió llarga en dotze episodis de Du fond du cœur)
- 1995: Un siècle d'écrivains : Nathalie Sarraute (documental)